# كلاي إيفانز (كاتب أغاني)
كلاي إيفانز (بالإنجليزية: Clay Evans)‏ هو كاتب أغاني أمريكي، ولد في 23 يونيو 1925 في براونزفيل في الولايات المتحدة.

## روابط خارجية
- كلاي إيفانز على موقع IMDb (الإنجليزية)
- كلاي إيفانز على موقع ميوزك برينز (الإنجليزية)